# Pajęczyna

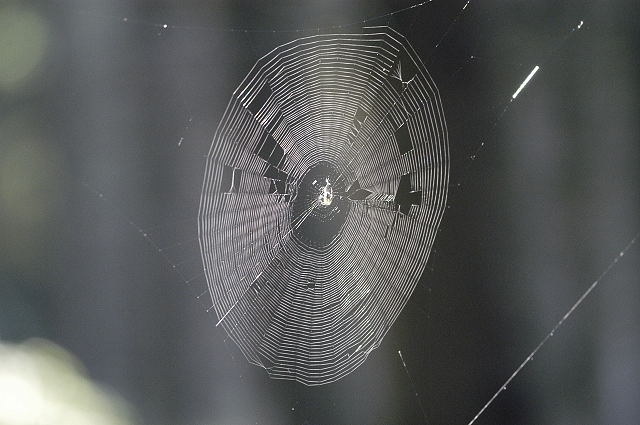
Promienista pajęczyna krzyżaka ogrodowego

Pajęczyna (sieć pajęcza, sieć łowna) – struktura przestrzenna wytwarzana przez pająki z nici przędnej, głównie przeznaczona do zdobywania pokarmu.

## Powstawanie
Pająki zaczęły tworzyć sieci już miliony lat temu, promieniste pajęczyny pojawiły się przeszło 130 mln lat temu. Pająki potrafią wytwarzać do ośmiu rodzajów nici przędnej o różnym zastosowaniu i funkcjach, co przekłada się na możliwości konstrukcyjne. Młodociane pająki mogą konstruować nieco inne sieci niż osobniki dorosłe (jest tak np. u Argiope keyserlingi). Przeciętna promienista sieć powstaje w około 30-45 minut, ale inne rodzaje, np. sieci splątane powstają nawet kilka dni. Pająki zajmują się swą siecią, naprawiają ją i poddają recyklingowi – zużyta sieć jest często spożywana.
Wiele taksonów pająków nie wytwarza sieci, np. naśladownikowate polują na inne pająki na ich pajęczynach.

## Właściwości
Sieci są głównie wykorzystywane do zdobywania pożywienia (przeciętny pająk żywi się jednym owadem dziennie, jednak sieć pozwala uśmiercić znacznie więcej ofiar). Ewentualne defekty, ofiary, drapieżniki bądź inne pająki znajdujące się w zasięgu sieci są wychwytywane poprzez wibracje pajęczyny. Sieci pozwalają także na wyłapywanie dźwięków dookoła nich w promieniu kilku metrów niczym anteny, w tym nawet stwierdzenie kierunku, z którego dochodzą (taką umiejętnością dysponuje np. Larinioides sclopetarius).
Sieci pajęcze cechuje wysoka wytrzymałość i lekkość. Jakość sieci może zależeć od przyjmowanego pokarmu oraz od temperatury otoczenia. Sieci z wyraźnym znakiem „X” obecne np. u Argiope minuta mogą zapobiegać atakom ptaków.

### Rodzaje sieci
Pająki konstruują sieci o różnym stopniu skomplikowania, od najprostszych dwuwymiarowych do złożonych konstrukcji trójwymiarowych. Rodzaj sieci zależy m.in. od typu ofiary, na którą poluje dany gatunek pająka oraz od docelowej lokalizacji.
Wybrane rodzaje pajęczyn:
- promienista[1] (ang. orb web[11]) – ze środkiem (pępkiem)[1] i odchodzącymi od niego promieniami, typowa dla krzyżakowatych[12], bywa zaopatrzona w stabilimentum(inne języki)[13],
- splątana, nieregularna[1] (ang. cob web[11]) – sieć złożona przestrzennie, typowa dla omatnikowatych[12][3][1],
- płachtowata[1][14] – splątana sieć z poziomą płachtą[5], typowa dla osnuwikowatych[12][5],
- lejkowata[1] – pozioma płachta z tunelem[5], typowa dla lejkowcowatych[1] i Atracidae[12],
- rurowa – typowa dla gryzielowatych[12] – pająk czatuje na ofiarę wewnątrz utkanej przez siebie rury[5],
- nora z nićmi sygnalizacyjnymi – typowa dla czyhakowatych(inne języki)[5],
- pojedyncza nić – typowa dla rodzaju Phoroncidia(inne języki)[4] i Miagrammopes(inne języki)[4],
- pajęczyna przenośna – typowa dla rodzaju Deinopis(inne języki)[12],
- sieć z kulami lepowymi – występuje u pająków bolas (Mastophora(inne języki))[15],
- wieczko pułapki – typowa dla Ctenizidae(inne języki)[12],
- trójkątna – występuje u Hyptiotes cavatus(inne języki)[12],
- dzwon – występuje u topika[12].

## Wpływ na działalność człowieka
Pajęczyny często można spotkać w siedzibach ludzkich, np. w mieszkaniach, gdzie są uważane za oznakę zaniedbania. Próbowano zastosować pajęczyny jako budulec tkanin, jednak nić pajęcza jest pięć razy mniej wytrzymała niż włókno jedwabne, a do tego na kilogram takiej tkaniny potrzeba pajęczyn dostarczonych przez 114 tysięcy pająków. Rozwiązania wykorzystane przez pająki w sieciach znalazły jednak zastosowanie w biomedycynie, inżynierii strukturalnej, elektronice, optyce, sztuce, w tym w muzyce.

## Galeria

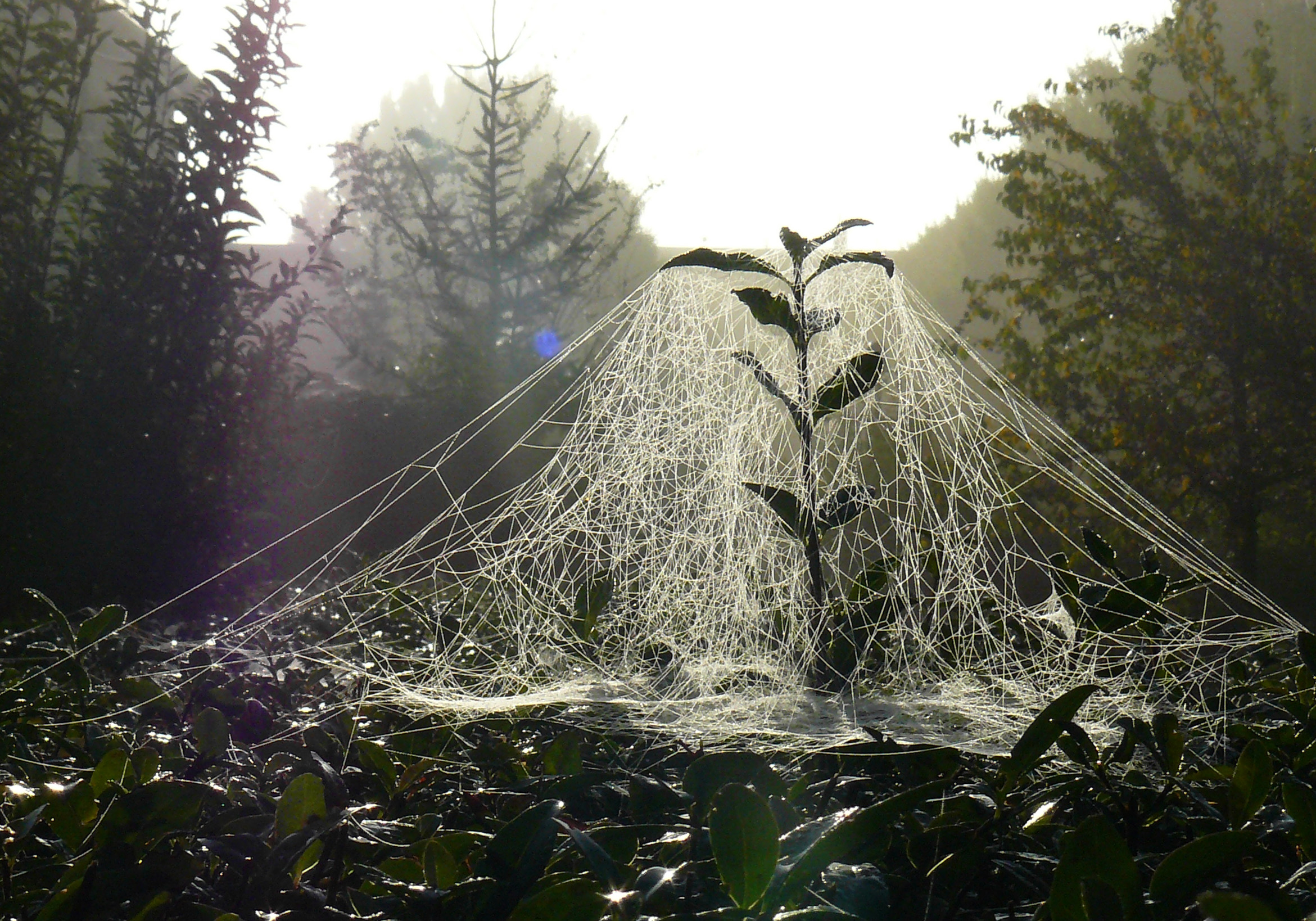
Nieregularna sieć płachtowata
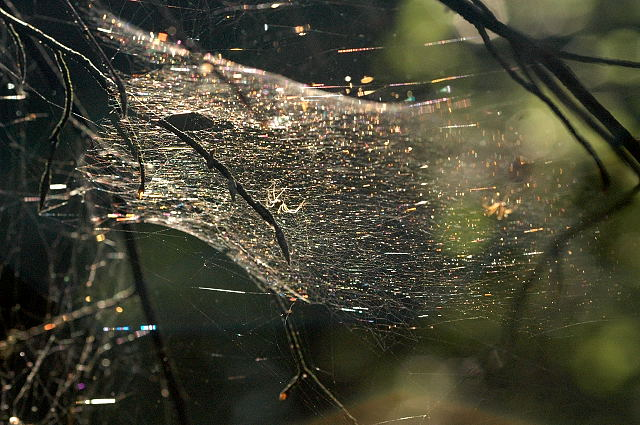
Pajęczyna płachtowata u Neriene emphana
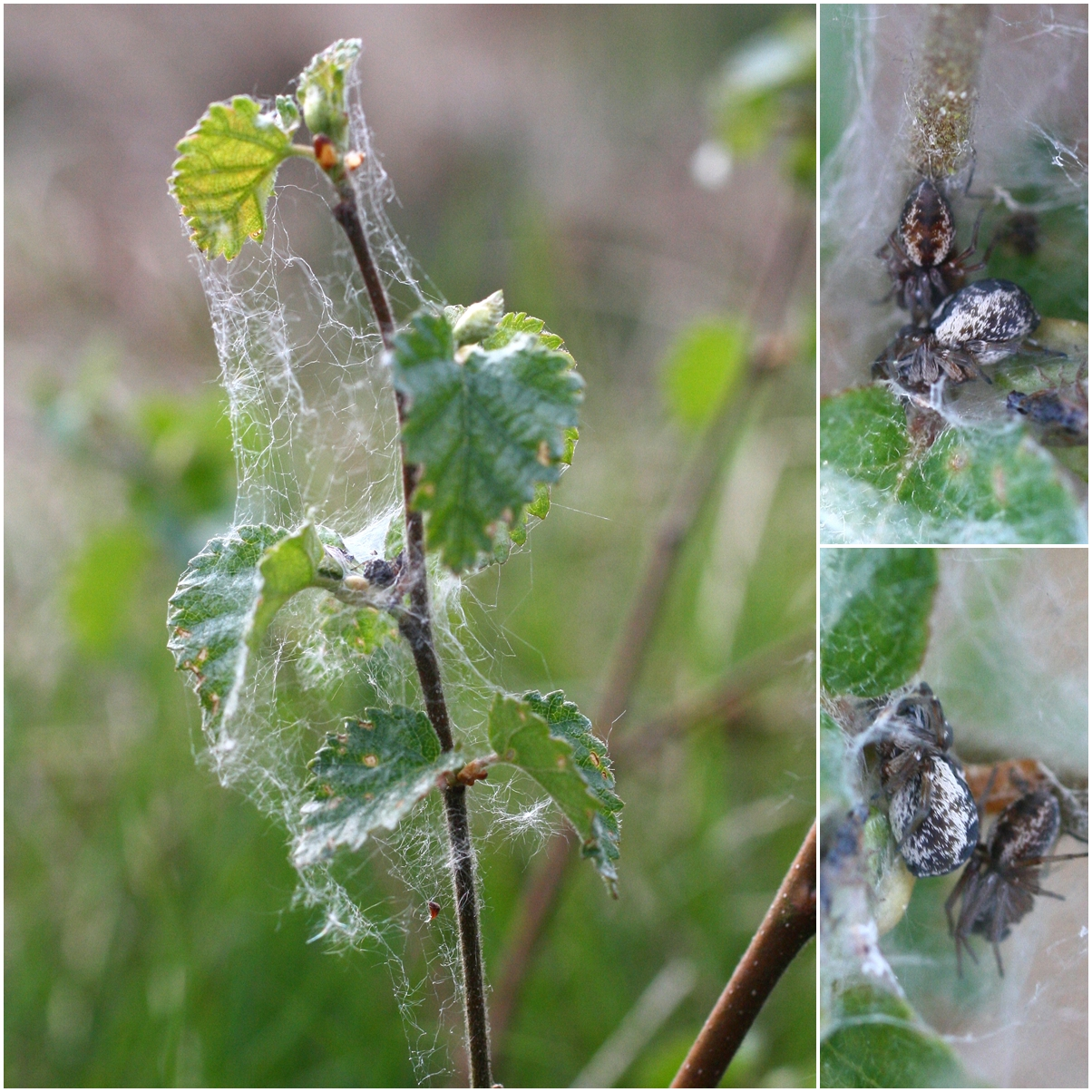
Pajęczyna nieregularna, rodzaj Dictyna
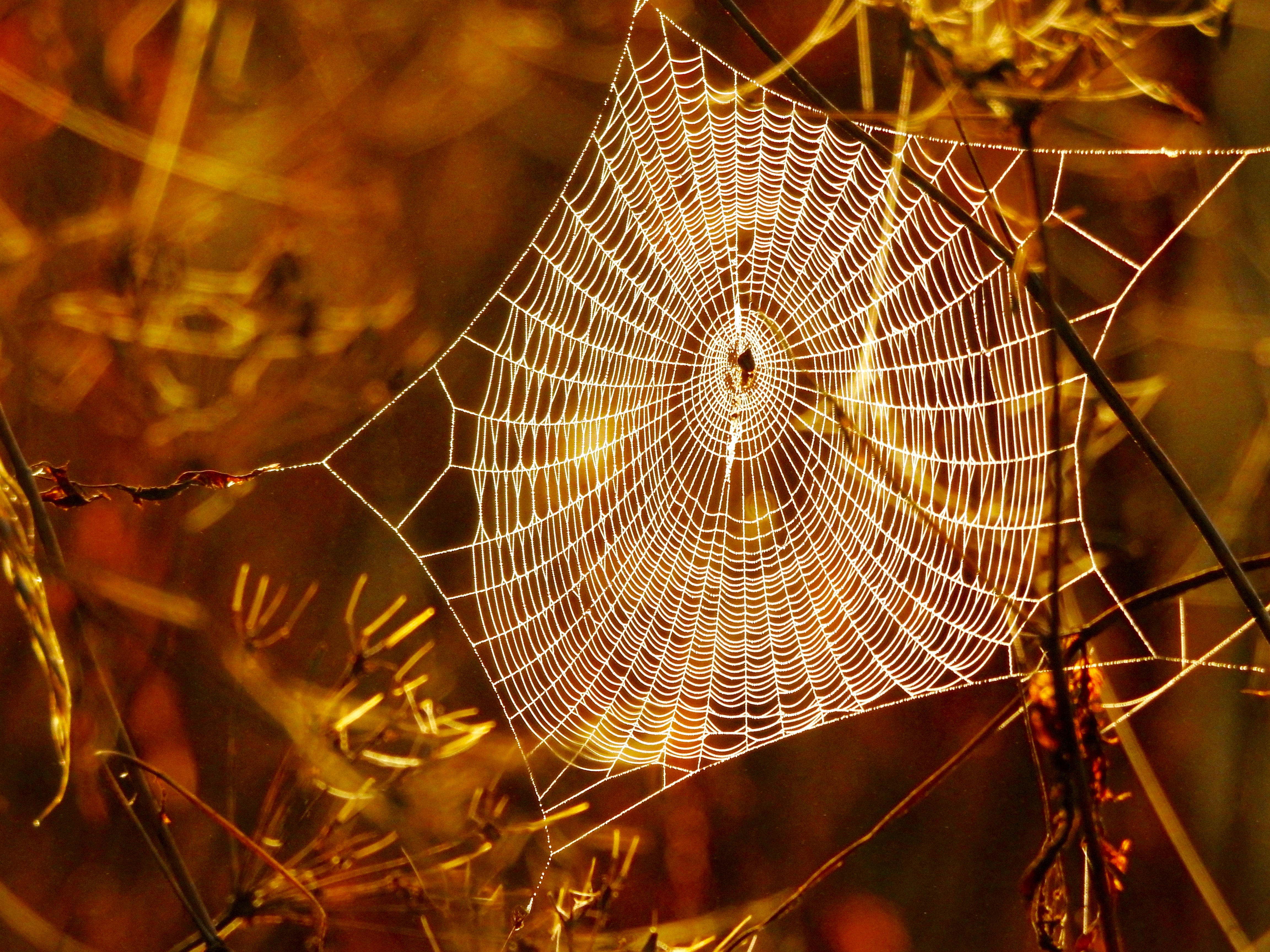
Sieć promienista
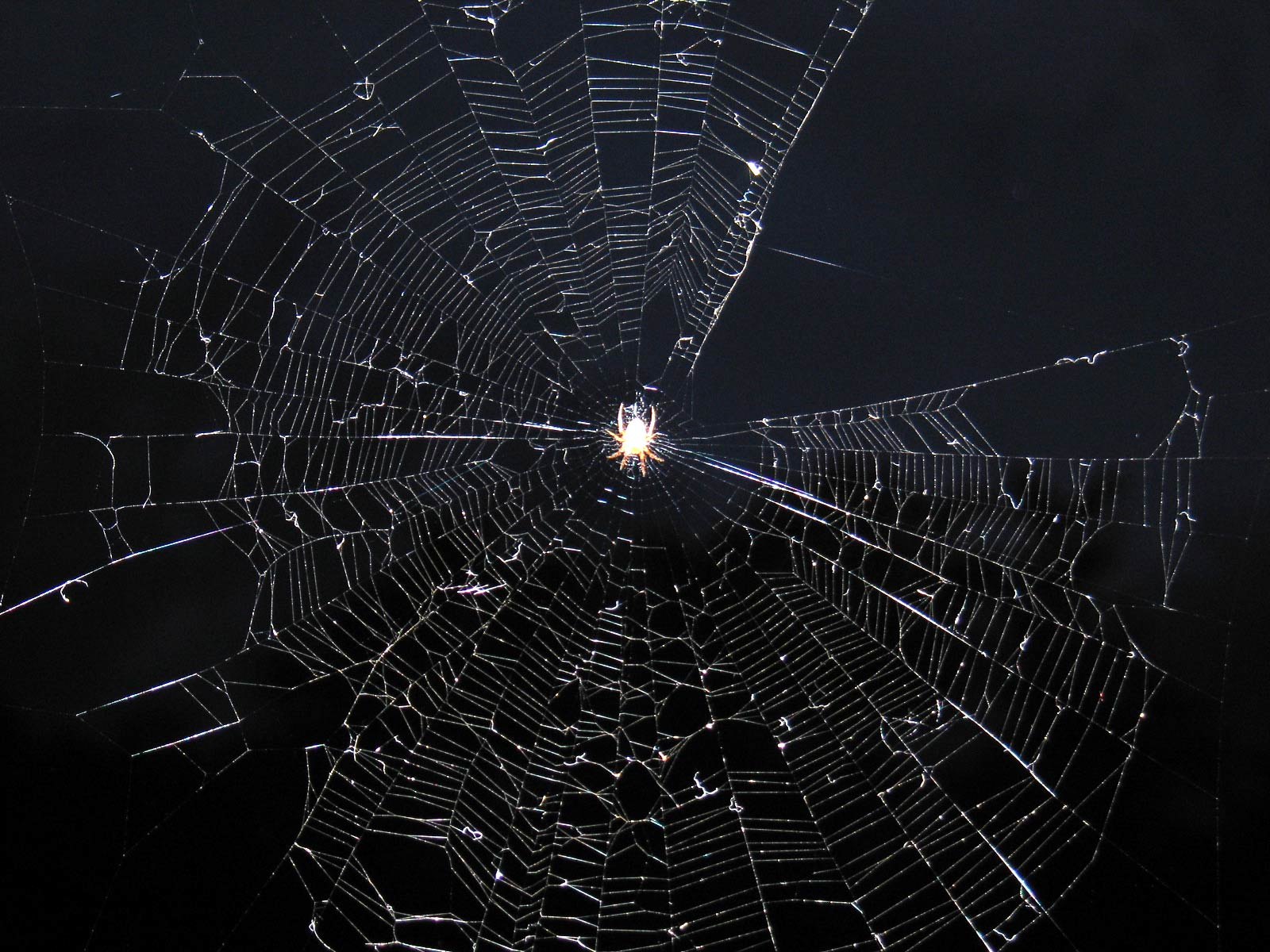
Sieć promienista z pustym sektorem, rodzaj Zygiella
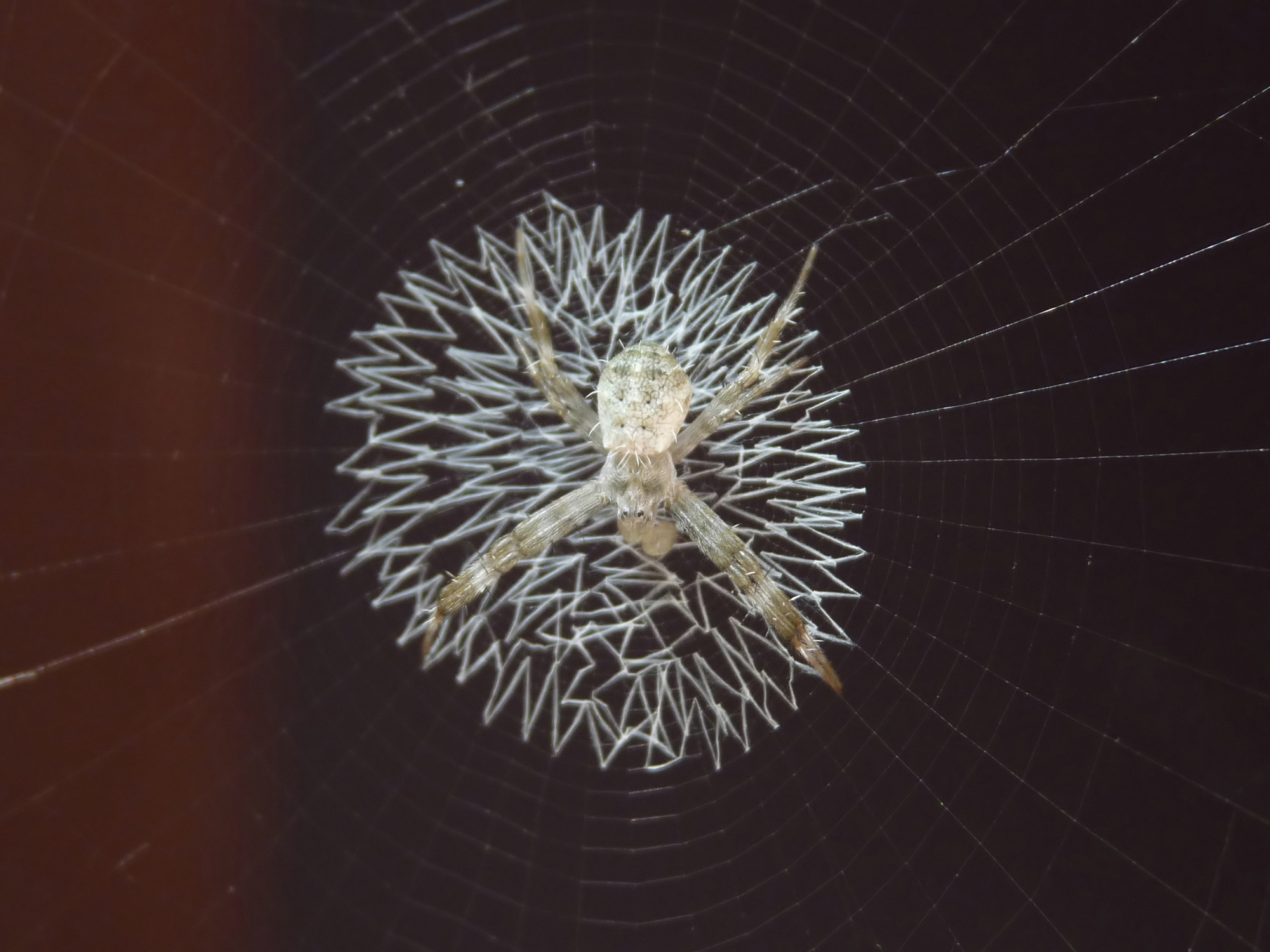
Sieć promienista u Argiope sp. ze stabilimentum
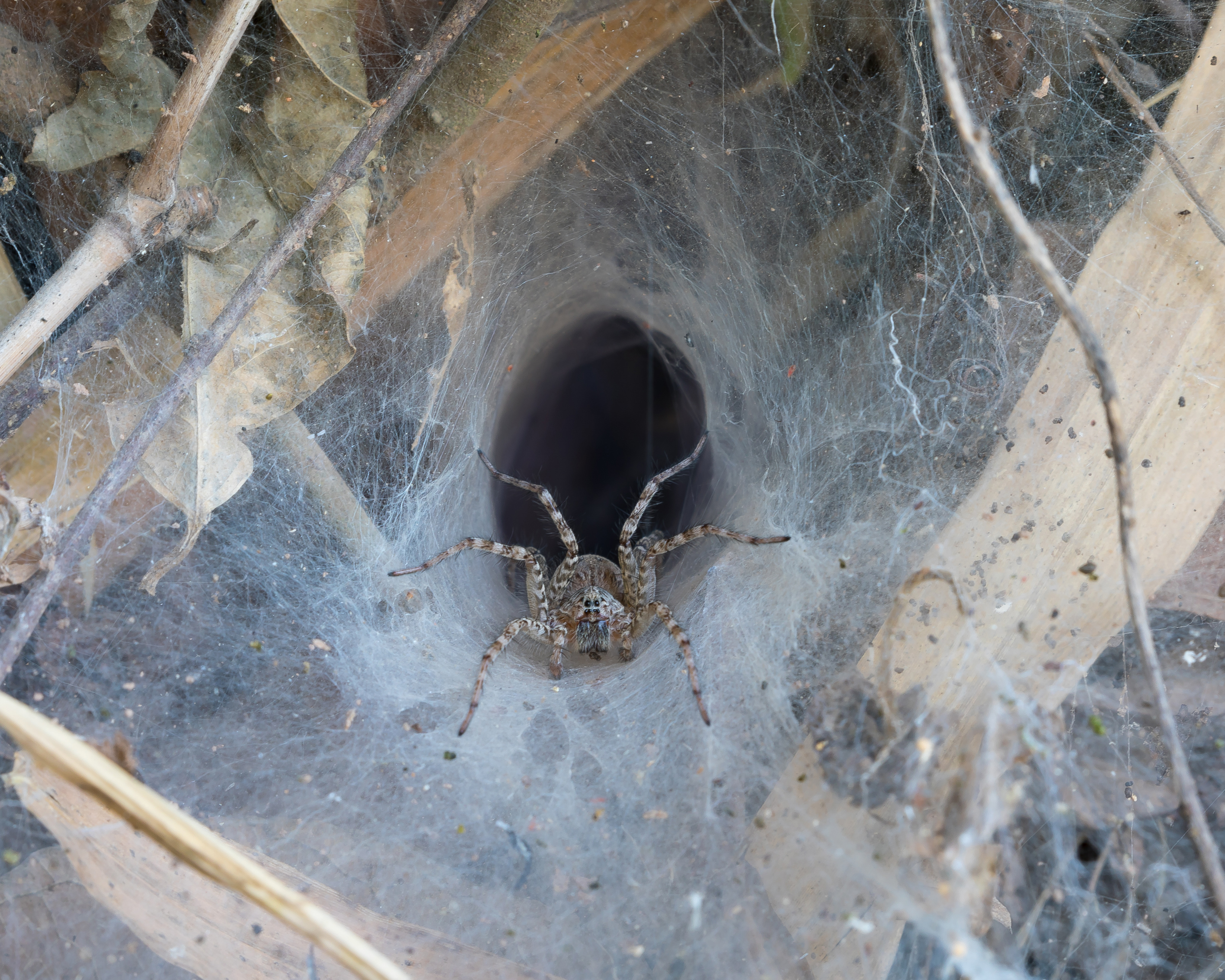
Sieć lejkowata u Hippasa holmerae
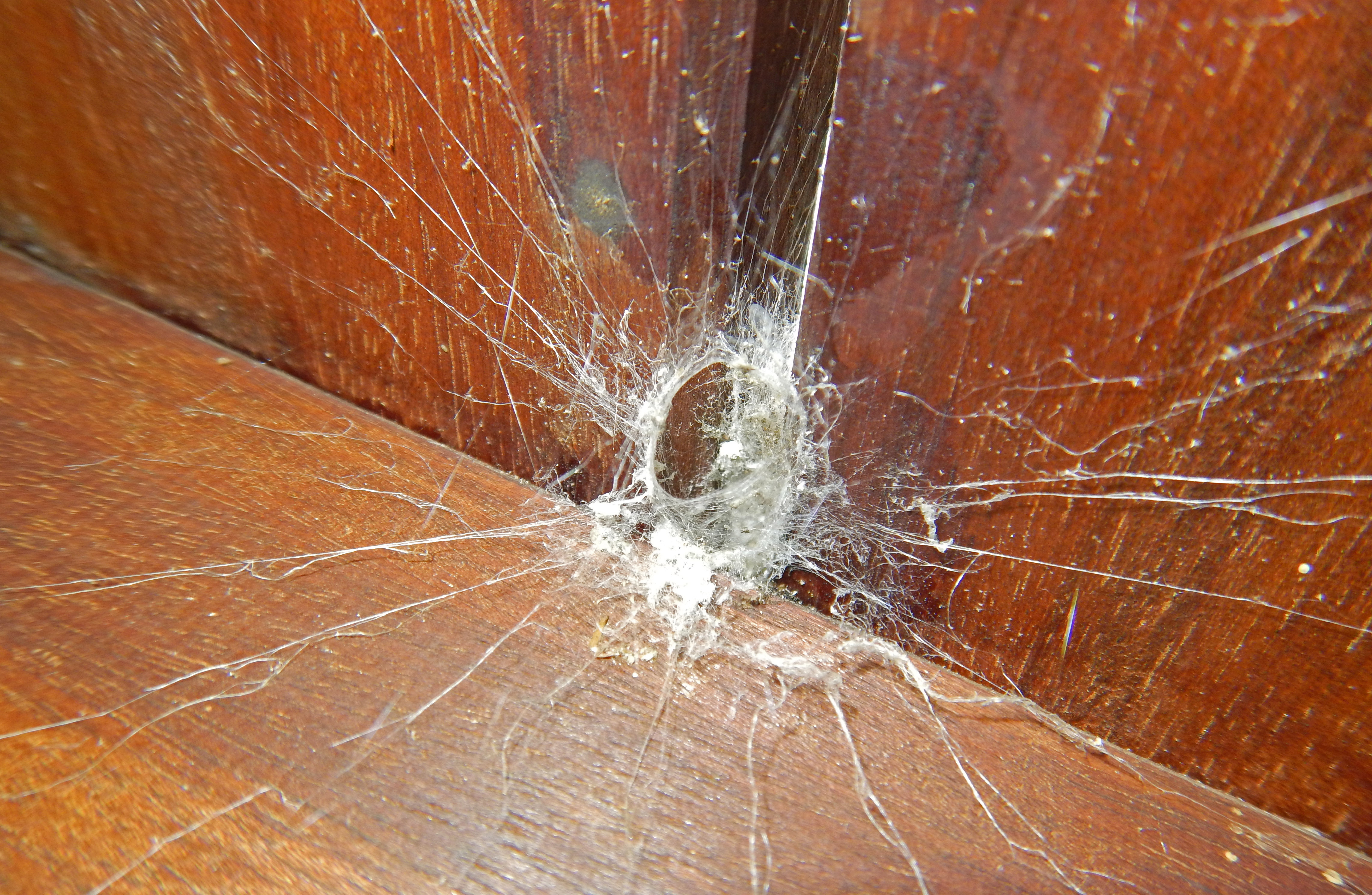
Pajęczyna z nićmi sygnalizacyjnymi, rodzaj Segestria
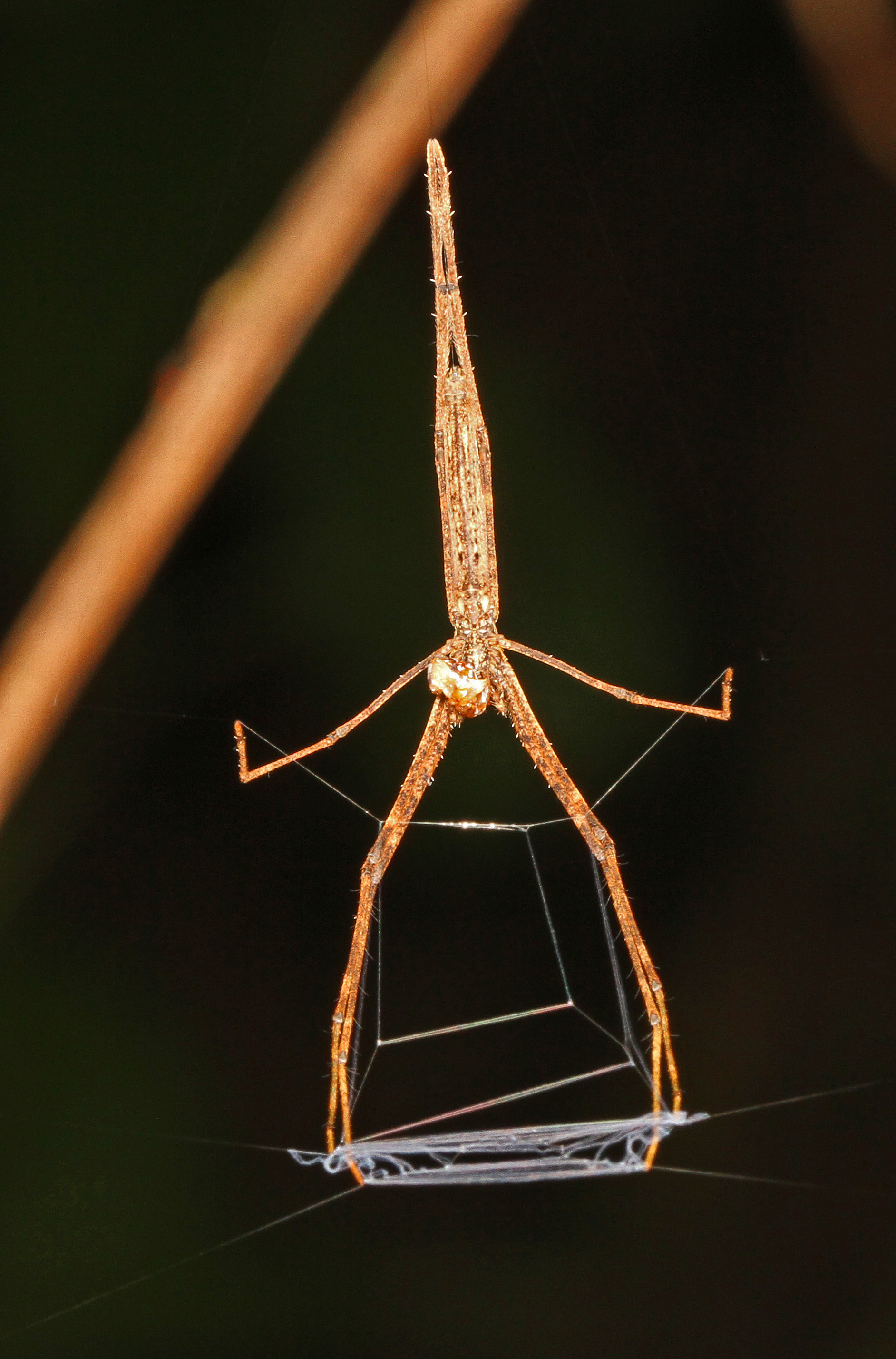
Sieć przenośna u Deinopis longipes
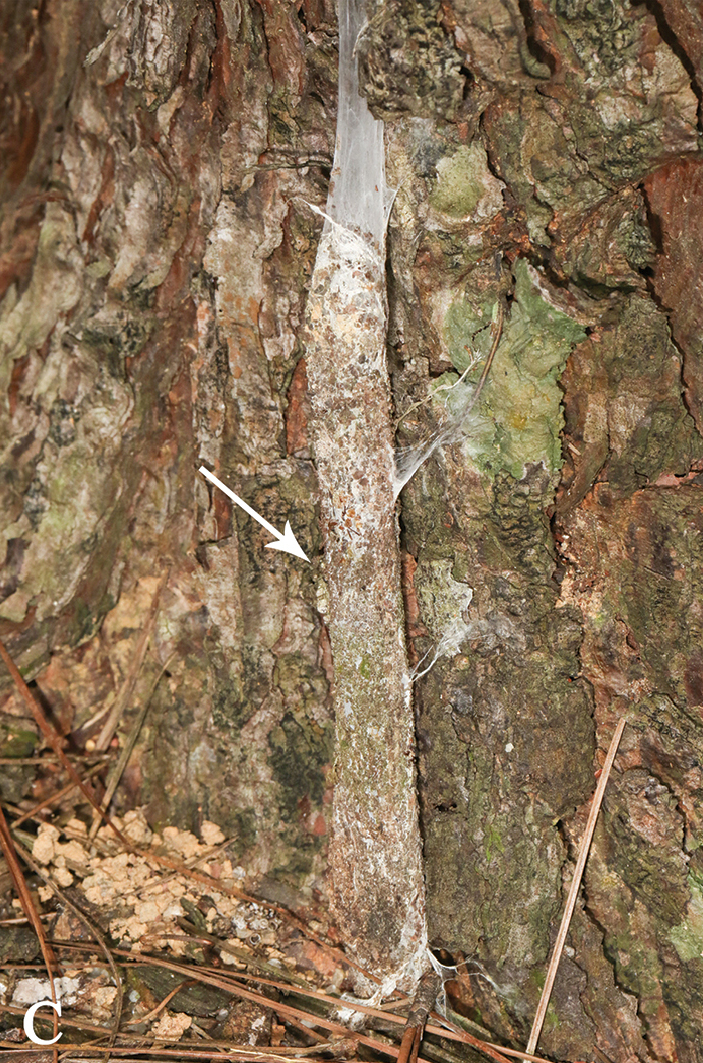
Sieć rurowa u Atypus jianfengensis